# شهادت نیره

نیره الصباح در جریان شهادت دادن در برابر اعضای کنگره. بعداً مشخص شد که او دختر سفیر کویت در آمریکا بوده و شهادت او دروغ بوده است.

شهادت نیره شهادت دروغینی بود که در برابر فراکسیون حقوق بشر کنگره ایالات متحده در ۱۰ اکتبر ۱۹۹۰ توسط دختری ۱۵ ساله ایراد شد که خود را فقط با نام کوچک اش نیره معرفی کرد. این شهادت به‌طور گسترده تبلیغ شد و بارها توسط سناتورهای ایالات متحده و رئیس‌جمهور جورج اچ. دابلیو بوش در توجیه حمایت خود از کویت در جنگ خلیج فارس نقل شد. در سال ۱۹۹۲، مشخص شد که نام خانوادگی نیره الصباح بوده و اینکه او دختر سعود الصباح، سفیر کویت در ایالات متحده بود. علاوه بر این، مشخص شد که شهادت وی به عنوان بخشی از کمپین روابط عمومی شهروندان برای کویت آزاد بوده که توسط شرکت روابط عمومی آمریکایی هیل اند نولتن برای دولت کویت اداره می‌شد، سازماندهی شده‌است. به دنبال این، شهادت الصباح به عنوان یک نمونه کلاسیک از پروپاگاندای جنایتی مدرن در نظر گرفته شده‌است.
نیره در شهادت احساسی خود ادعا کرد که پس از حمله عراق به کویت، شاهد بوده‌است که سربازان عراقی نوزادان را از انکوباتورهای بیمارستانی کویت بیرون می‌کشند، دستگاه‌های انکوباتور را برمی‌دارند و نوزادان را می‌گذارند تا بمیرند.
در ابتدا سازمان عفو بین‌الملل، یک سازمان غیردولتی بریتانیایی، صحت این داستان را تأیید کرد و چندین گزارش مستقل در مورد قتل‌ها و شهادتهایی از کسانی که به زور مهاجران را منتشر کرد. به دنبال آزادسازی کویت، خبرنگاران به این کشور دسترسی پیدا کردند. گزارش ای بی سی نشان داد که "وقتی بسیاری از پرستاران و پزشکان کویت … فرار کردند" بیماران، از جمله نوزادان نارس، جان خود را از دست دادند "اما نیروهای عراقی" تقریباً بی تردید دستگاه‌های جوجه کشی بیمارستان را به سرقت نبردند و صدها نوزاد کویت را به مرگ واگذار نکردند. " عفو بین‌الملل با صدور اصلاحیه واکنش نشان داد و مدیر اجرایی جان هلی متعاقباً دولت بوش را به «دستکاری فرصت طلبانه جنبش بین‌المللی حقوق بشر» متهم کرد.